# Sepopa
Sepopa est un village du Botswana. Il est situé à proximité du début du delta de l'Okavango.